# Сейлор Мун (сезон 3)
Третий сезон аниме-сериала Сейлор Мун (яп. 美少女戦士セーラームーン Бисёдзё Сэнси Сэра Мун) выходил под названием «Сейлор-Мун — Супер Воин» или Sailor Moon S. Эпизоды 90—127.
Злодеи — организация Смертельные парни (яп. デスバスターズ дэсу басута:дзу) (в русской версии переведены, как Апостолы смерти), цель которых — возродить Мистресс 9, чтобы та помогла прибыть на Землю инопланетному существу Фараону 90, который погрузит Землю в то, что называют Безмолвием. Группу возглавляет сумасшедший учёный Профессор Томоэ (яп. 土萠教授 Томоэ Куодзю) с его ассистенткой Каолинайт и компания Ведьмы 5 (Witches 5). Чибиуса становится Сейлор Чиби Мун. Появляются Сейлор Уран и Сейлор Нептун и, позднее, Сейлор Сатурн.
Этот сезон стал очень спорным из-за персонажей Харука Тэнно и Мичиру Кайо. Их отношения тонко намекали на то, что они любовная пара, но, хотя Наоко Такэути подтвердила этот факт, в самом сериале это никогда не пояснялось. Между тем главный режиссёр Кунихико Икухара проинструктировал сэйю Масако Кацуки и Мэгуми Огата, чтобы они озвучивали этот дуэт так, как если бы это были муж и жена. Таким образом благодаря этому сезону «Сейлор Мун» стала первым аниме, которое транслировалось в детское время (то есть время для семейного просмотра) и демонстрировала намёки (хоть и очень прозрачные) на гомосексуальность. Сам Икухара признался, что эти девушки были его любимыми героинями и поэтому он сделал их отношения главной любовной линией в сезоне, при этом оттеснив на дальний план любовную линию между Усаги и Мамору.
Начиная с этого сезона в сериале зародилась концепция, в которой вместе с монстрами дня были так же и жертвы дня.

## Серии
| № общий | № в сезоне | Название | Дата премьеры    |                 |
| --- | ---------- | --- | ---------------- | --------------- |
| 90 | 1          | «Начало новой битвы» «Chikyū hōkai no yokan? Nazo no shin Senshi shutsugen» (ориг..: 地球崩壊の予感?謎の新戦士出現)                            | 19 марта 1994    | 6 апреля 1997   |
| Подруги уже в последнем классе, совсем немного осталось до сдачи экзаменов. Рэй снится конец мира, и она в кошмаре видит так называемую "Мессию". На неё нападает демон из организации Пяти Ведьм, но её спасает внезапный взрыв странной энергии. Появляются неизвестные фигуры. Брошь Сейлор Мун ломается. |            | |                  |                 |
| 91 | 2          | «Рождение нового жезла» «Ai no roddo tanjō! Usagi no shin henshin» (ориг..: 愛のロッド誕生うさぎの新変身)                                      | 26 марта 1994    | 12 апреля 1997  |
| Организация Пять Ведьм посылает другого демона. Он нападает на девочку, которая заботится о котятах. Демон ранит двух неизвестных фигур, а Усаги не может трансформироваться в Сейлор Война. Сила возвращается к ней через любовь к Мамору и она уничтожает демона. |            | |                  |                 |
| 92 | 3          | «Мальчик или девочка?» «Suteki na bishōnen? Ten'ō Haruka no himitsu» (ориг..: 素敵な美少年?天王はるかの秘密)                                   | 16 апреля 1994   | 13 апреля 1997  |
| Сейлор Войны встречают привлекательного парня по имени Харука. А вместе с ним была прекрасная спутница - Мичиру. Демон нападает на человека из магазина ремонта автомобилей, но его уничтожает Сейлор Мун. Сейлор Войны узнают, что Харука - девушка. Появляются Сейлор Уранус и Сейлор Нептун. |            | |                  |                 |
| 93 | 4          | «Мой идеал» «Usagi no akogare! Yūbi no tensai Michiru» (ориг..: うさぎの憧れ!優美な天才みちる)                                                 | 23 апреля 1994   | 19 апреля 1997  |
| После решения стать более культурной ради Мамору, Усаги советуется с Мичиру, которая оказывается опытным скрипачом, и она приглашает её на выставку своих картин, а потом - на скрипичный концерт. Демон появляется на концерте и нападает на другого скрипача, но Сейлор Мун уничтожает его. |            | |                  |                 |
| 94 | 5          | «Первый поцелуй бывает в жизни только раз» «Pyua na kokoro wo mamore! Teki mikata mittsu tomoe ransen» (ориг..: 純な心を守れ!敵味方三つ巴乱戦) | 30 апреля 1994   | 20 апреля 1997  |
| Уназуки, сестра Мотоки, раздумывает о своём преждевременном первом поцелуе. Её чистое сердце похищает демон-чистюля (созданный своим желанием поцеловать любого, даже Макото), и после того приводит Сейлор Мун, Урана и Нептуна преследовать демона, который забрал его. |            | |                  |                 |
| 95 | 6          | «Настоящая любовь» «Koi no otasuke wa Mūn ni omakase» (ориг..: 恋のおたすけはムーンにおまかせ)                                                 | 7 мая 1994       | 26 апреля 1997  |
| Юмино, Нару, Харука и Мичиру участвуют в конкурсе влюблённых. Юмино и Нару побеждают, но на Юмино нападает демон, и отнимает у него чистое сердце. Демон нападает на воинов в матросках, но Уран останавливает его своей атакой. Перед ним и Нептуном появляется Каоринайт. |            | |                  |                 |
| 96 | 7          | «Макото в опасности» «Reikoku na Uranasu? Makoto no pinchi» (ориг..: 冷酷なウラヌス?まことのピンチ)                                            | 14 мая 1994      | 27 апреля 1997  |
| Макото пострадала, пытаясь спасти Усаги, а Харука завязала свой платок на её раненую руку. Кокон демона внедрялся в платок Харуки, и превращается в демона Скарб, которая и нападает Макото, но Сэйлор Мун останавливают её. Между тем, Макото прокатилась на гоночной машине вместе с Харукой и Мичиру. Вернувшийся вместе с Каоринайтом демон Скарб успела забрать кристалл чистого сердца Макото, но воины в матросках возвращают его. Сэйлор Юпитер и Сэйлор Мун уничтожили демона. Наконец, Макото возвращает платок Харуке. |            | |                  |                 |
| 97 | 8          | «Водный лабиринт» «Mizu no rabarinsu! Nerawareta Ami» (ориг..: 水のラビリンス!ねらわれた亜美)                                                  | 21 мая 1994      | 3 мая 1997      |
| Ами в быстро плавала в бассейне и стала первой в соревновании, но демон отнял чистое сердце у Ами. Каоринайт проверила его, но это опять не талисман. Такседо Маск остановил Каоринайт. А Сейлор Мун утопила Демона в воде. |            | |                  |                 |
| 98 | 9          | «Лучше, когда все вместе» «Tomodachi wo sukue! Mūn Uranasu rengō» (ориг..: 友達を救え!ムーンウラヌス連合)                                      | 28 мая 1994      | 4 мая 1997      |
| Харука обогнала всех лидеров на мотогонках. За это, за ней начинает охотиться её оппоненты, а пришедший вторым Ямада Катсутоши клянется, что он выиграет следующие гонки. Усаги, зайдя на покупку куклы мотогонщика, опоздала на Автобус, а Харука подвозит её домой, как вдруг за ними преследуют грузовик, который подламывает её мотоцикл, но Харука помешала им. Каоринайт создала из мотоцикла «Ямада» демона Тоян, которая достала кристалл чистого сердца Ямады, но Нептун возвращает его. Каоринайт с помощью демона заманила в ловушку Сэйлор Нептун, а Сэйлор Уран и Сейлор Мун скованны одной цепью, но те спаслись в пещере, где они начали доверяться друг другу, пока демон их не засекли. Сейлор Мун и Сейлор Уран как с цепи сорвались, и вместе уничтожили демона, а Каоринайт отступила. Сэйлор Нептун была спасена. |            | |                  |                 |
| 99 | 10         | «Любовная лихорадка» «Otoko no yasashisa! Yūichirō Rei ni shitsuren?» (ориг..: 男の優しさ!雄一郎レイに失恋?)                                   | 18 июня 1994     | 10 мая 1997     |
| Беспокоясь, что Рей слишком много времени проводит, медитируя, Юичиро решает, что она всерьёз влюбилась в кого-то другого. Приняв Харуку за мужчину, он убеждён, что Харука и есть его соперник. |            | |                  |                 |
| 100 | 11         | «Личное счастье» «Sērā Senshi wo yametai!? Minako no nayami» (ориг..: S戦士を辞めたい!?美奈子の悩み)                                           | 25 июня 1994     | 11 мая 1997     |
| Артемис доложил Минако о том, что в компьютере не было информации о врагах, хотя он вносил информацию о коконе демона внедряющиеся в предметы, которые потом превращаются в демонов. Кокон демона внедряется в мяч и превратился в демона, который отнял чистое сердце у друга Минако. Каоринайт проверила, «Это не талисман», а демон внёс кристалл в мяч, и бросила в воинов в матросках, а Минако сделала хороший удар. |            | |                  |                 |
| 101 | 12         | «Хрустальные туфельки (часть 1)» «Usagi namida! Tanjōbi ni garasu no kutsu wo» (ориг..: うさぎ涙!誕生日にガラスの靴を)                         | 2 июля 1994      | 17 мая 1997     |
| У Усаги день рождения. Она хочет хрустальные туфли в подарок, и говорит об этом Мамору. Каоринайт прячет в туфли кокон демона. Когда Усаги примеряет туфлю, туфля превращается в демона Синишьенту. Демон отбирает у Усаги её чистое сердце. И Усаги оказывается в смертельной опасности. Нептун хочет помочь Усаги, но Уран сомневается, с одной стороны, им нужен талисман, с другой стороны, Усаги ей очень нравится. Кроме этого, Каоринайт забрала амулет Сэйлор Мун. Мамору пострадал, пытаясь спасти Усаги. |            | |                  |                 |
| 102 | 13         | «Хрустальные туфельки (часть 2)» «Ubawareta pyua na kokoro! Usagi zettai zetsumei» (ориг..: 奪われた純な心!うさぎ絶体絶命)                     | 16 июля 1994     | 18 мая 1997     |
| Каоринайт посылает Усаги и Воинов в Матросках на телебашню. Усаги села в кабриолет к Харуке и Мичиру и поехали на телебашню на помощь Мамору. Усаги поднялась на лифте автоматически (им управляет Каоринайт, нажимая на кнопку) на самый вверх, там она и увидела свою смерть. Выяснилось, что чистое сердце Усаги, это не талисман и Уран и Нептун спасли её. Среди Воинов в Матросках появилась замаскированная Венера в Сейлор Мун. Усаги перевоплотилась в Сейлор Мун и с помощью силы любви вернула назад хрустальную туфельку, но хрустальная туфелька попалась в чужие руки Каоринайта, и решила всех заморозить, что и Синешьента. Тогда Сейлор Уран отразительно заморозила Каоринайт своим «Твердь разверзнись!». Подарок Мамору на день рождения Усаги был окончательно испорчен, а Каоринайт погибла. |            | |                  |                 |
| 103 | 14         | «Маленький воин — Сейлор Малышка» «Yatte kita chiccha na Bishōjo Senshi» (ориг..: やって来たちっちゃな美少女戦士)                              | 6 августа 1994   | 24 мая 1997     |
| Юджил из компании Ведьмы заняло место замороженной Каоринайт и она нашла первую жертву - барабанщицу Мисс Майя Тону. Вечером она вызвала Мисс Майя Тону, и своим оружием стреляла из неё кристалл чистого сердца. Сейлор Мун и Сейлор Марс пытались её помешать, как Юджил раскрыла себя, и вызвала демона Сойер, которая заставила Сейлор Мун и Марс уж больно танцевать. Сэйлоры Уран и Нептун выяснили, что кристалл барабанщицы - это не талисман и вернули её в сердце, а Юджил отступает. Появилась Сейлор Малышка и заклинала Сойер Сердцем Розовой сластёны. В конце Харука и Мичиру узнали малышку. |            | |                  |                 |
| 104 | 15         | «В поисках верных друзей» «Tomodachi wo motomete! Chibi Mūn no katsuyaku» (ориг..: 友達を求めて!ちびムーンの活躍)                              | 20 августа 1994  | 25 мая 1997     |
| Малышка отправилась на поиски верных друзей, но не с каждым встречным (одного мальчика наказывают за неприличное). Она нашла жертву Юджил - Тамаса Буру. Та становится жертвой Юджил, а малышка превратилась в воина - Сейлор Малышку. Она наказывает Юджил за её злодеяния, но демон наказывает Малышку. «Твердь Разверзнись!», «Глубокое погружение!» - снова Уран и Нептун и ещё один не талисман кристалл подруги малышки. Юджил, Уран и Нептун исчезли, и вместо них появляется Сейлор Мун и убила демона. |            | |                  |                 |
| 105 | 16         | «Человек не может жить в одиночку» «Pawā ga hoshī! Mako-chan no маяоі michi» (ориг..: 力が欲しい!まこちゃんの迷い道)                           | 27 августа 1994  | 31 мая 1997     |
| Мако отправилась тренироваться в монастырь, который находится высоко в горах. Друзья Макото отправились туда. Рядом располагалась гостиница, где работал Мамору. Какусаи - Человек, который не может жить в одиночку пожертвовал этим, когда Юджил отняла у него чистое сердце. Демон нападает на воинов, но у Сейлор Мун не получилось использовать жезл, но Сейлор Юпитер убила демона с силой молнии. |            | |                  |                 |
| 106 | 17         | «Смертельная связь» «Unmei no kizuna! Uranasu no tōi hi» (ориг..: 運命のきずな!ウラヌスの遠い日)                                               | 3 сентября 1994  | 1 июня 1997     |
| Уранус бегает быстро, как ветер. Появляется Эльза Грей - известная бегунья. Эльза Грей когда-то познакомила Харуку с Мичиру, ещё до того, как стали Ураном и Нептуном. Харука смотрит картину разрушения и поспорил с Мичиру. Подросток теряет дыхание, и из его тела появляется чудовище. У Харуки появляется жезл. Не успел к нему прикоснуться, как оттуда появляется Мичиру, сказав, что даже если к нему прикоснётся, он никогда не сможет вернуться к нормальной жизни, и Мичиру перевоплотилась в Нептуна и убило чудовище, сделав из него в подростка. В этой серии впервые появляется перевоплощения Урана и Нептуна, а кристалл чистого сердца Эльзы Грей не оказывается талисманом. |            | |                  |                 |
| 107 | 18         | «Юная художница — Малышка Банни» «Geijutsu wa ai no bakuhatsu! Chibiusa no hatsukoi» (ориг..: 芸術は愛の爆発!ちびうさの初恋)                   | 10 сентября 1994 | 7 июня 1997     |
| Усаги достала яблочный пирог из микроволновой печи, надеясь что её мама приготовила, и она вместе с подругами начали его есть, но выяснилось, что яблочный пирог приготовила Малышка для Мосонори. Малышка обиделась на Усаги за это, а Рей наказала Усаги во имя Марса. Малышка стала заниматься в художественном кружке вместе с мальчиком Мосонори, который хочет стать скульптором: тот помогал Малышке делать Святой Грааль из глины. Луна заставила Усаги присматривать за Малышкой. Юджил пыталась искать Талисман через Мосонори, но Уран и Нептун выясняют, что его кристалл - не талисман. Тогда Юджил заявила своего демона на этих воинов, но Нептун, Малышка и Сейлор Мун уничтожили демона. К вечеру Усаги, как заставили её подруги, извинилась перед Малышкой. |            | |                  |                 |
| 108 | 19         | «Танцуй, танцуй, танцуй» «Usagi no dansu wa warutsu ni notte» (ориг..: うさぎのダンスはワルツに乗って)                                         | 17 сентября 1994 | 8 июня 1997     |
| Усаги и друзья были в гостях у Мамору. Пришёл в гости англичанин Эдвард. Все, кроме Ами, плохо говорят по-английски. В лаборатории Доктор Томоэ поставил Вальс, а Юджил, которая нашла жертву - англичанина Эдварда, повесила трубку, и приняла доктора за сумасшедшего, и у неё голова раскалывается. Когда патефон с пластинкой с вальсом превратился в демона, Юджил вышла через озеро, увозя демона. Эдвард приглашает всех на английскую вечеринку. Юджил запустила газовую атаку на вечеринке и отняла у Эдварда кристалл чистого сердца, но воины его спасли. |            | |                  |                 |
| 109 | 20         | «Страшная тайна» «Shōgeki no koku! Arakasareta otagai no shōtai» (ориг..: 衝撃の刻!明かされた互いの正体)                                       | 24 сентября 1994 | 12 июня 1997    |
| Минако - единственная, у которой не отняли чистое сердце, но никто в этом не сомневается. В лаборатории, доктор Томоэ и Юджил по телефону обсуждали о святом Граале, и его заполучение кого-нибудь в руки - союзнику, или противнику. Минако много играла в волейбол, и достаёт все игрушки с игрового автомата. В лаборатории, Юджил у телефона с доктором Томоэ обнаружила следующую жертву - Минако Айно, только она боялась, что эти звёздные воины опять всё испортят, и Доктор Томоэ сделал демона из двери. Минако отправилась на донор крови, чтобы сдать кровь, потом Усаги дала Минако попить напиток. Юджил опять с оружием стреляет в Минако и у неё появляется кристалл чистого сердца, Минако хватает его и убегает, но Юджил бросилась в погоню остановить её. Усаги тоже погналась за Юджил и останавливает её, но Юджил вызывает демона Дурнабдер, и та закрывает двери, несмотря на то, что туда проникают Харука и Мичиру. Усаги перевоплотилась в Сейлор Мун на глазах у Юджил, Харуки и Мичиру. Юджил просила демона убить Сейлор Мун, но Дурнабдер ничего не умеет делать, кроме, как закрывать двери. Тогда Харука и Мичиру превратились в Урана и Нептуна перед всеми и, по словам Мичиру, последний кристалл Минако - не талисман. Снаружи тоже воины в матросках. Дурнабдеру убивать не её профессия; тогда Юджил изгнала её, взяла своё оружие и выпустила из него огонь, а Сейлор Мун убила демона, и все двери исчезли. Туда же проникли и Меркурий, и Марс, и Юпитер. Юджил доложила Сейлор воинам о том, что силы Сейлор Мун не хватило, чтобы уничтожить её огнемёт, и решила отправить всех на небеса. Остановив её, Минако превратилась в Венеру перед всеми и уничтожила её огнемёт, и Юджил уехала. Сейлор Мун, Сейлор Воины, Уранус и Нептун раскрыли себя. |            | |                  |                 |
| 110 | 21         | «Обречённые на смерть» «Uranasu-tachi no shi? Tarisuman shutsugen» (ориг..: ウラヌス達の死 タリスマン出現)                                     | 15 октября 1994  | 13 июня 1997    |
| В организации 5 ведьм «Witches 5» Юджил поставила дискету и отправилась в лавку, открыла шкаф, и обнаружила улиток. Это дело рук Мимет. Юджил ненавидит Мимет, и нашла хранителей Талисманов - Харуку и Мичиру, и позвонила им по автоответчику и послала им карту. Они позвонили Усаги (её брат Шинго позвал Усаги к телефону). Мамору и Малышка узнали, что Усаги позвонили Харука и Мичиру, и узнали, что они Уран и Нептун. Усаги приехала на 50 этаж и увидела аквариум. Там ждали Харука и Мичиру. Харука подошла к Усаги и отняла у неё брошь, чтобы забрать её на время, и вместе с Мичиру превратились в Урана и Нептуна. Они отправились искать талисманы на вертолёте, а с Усаги встретилась их старая знакомая - Сецуна Мейо, ранее появлявшаяся во вратах времени в XXX веке, как Сейлор Плутон, и сказала, что хочет спасти их. Уран и Нептун прибыли в Собор святой Марии. Они направились на битву, которая станет последней: Юджил устроила игру с дверями, как в Хоккее, и наконец, попала в Нептуна. Заиграла песня Баха. Уран бросилась к её напарнице Нептуну, но наказана небом. Юджил выстрелила в Нептуна и в чистом сердце появляется первый талисман - зеркальце. Усаги бросила Юджил в пропасть, а Уран покончила жизнь самоубийством и у неё появляется второй талисман - меч. |            | |                  |                 |
| 111 | 22         | «Святой Грааль» «Seihai no shinpi na chikara! Mūn nidan henshin» (ориг..: 聖杯の神秘な力!ムーン二段変身)                                       | 22 октября 1994  | 14 июня 1997    |
| Юджил сделала себе новый усовершенствованный «огнемёт-2», и преградила огнём путь сейлор воинам, потом она забрала талисманы и побежала к выходу. Появляются Такседо Маск и Сейлор Малышка, и они потушили пожар. Усаги и Воины в матросках направились к выходу в погоню за Юджил. Юджил залила клейкую жидкость под ноги воинам в матросках. Сейлор Мун, успев догнать Юджил, решила избавиться от неё своим жезлом, но Юджил наслала огонь на силу Сейлор Мун. Появляется Сецуна Мейо. Она впервые в этой серии превратилась в Сейлор Плутона - хранительницу последнего талисмана - Гранатового шара, и отняла первые два у Юджил. Она перевела Урана и Нептуна сюда, и из их талисманов возвращаются их чистые сердца. Уран, Нептун и Плутон взяли все талисманы в руки и возродили Святой Грааль. Увидев это, «Святой Грааль будем моим!», и Юджил снова сожгла всех воинов в Матросках вместе с Такседо Маском огнём и пошла за Граалем. Сейлор Мун первой выхватила Святой Грааль, и с его силой превратилась в Супер воина, и опасалась огня Юджил, которая исчезла с их глаз. Уран и Нептун приняли Супер Сейлор Мун за Мессию, которая спасёт мир от разрушений. Поняв, что это конец, Юджил бросилась уезжать на машине, чтобы возвратиться в лабораторию доктора Томоэ. Мимет позорит Юджил по радио, что она опорочила компанию Ведьмы, но Юджил в ответ «Умереть глупо, битва ещё только началась», и принялась тормозить, как обнаружила под ногой улитки, от этого машина с Юджил свалилась в море и вскоре Юджил скончалась. К работе Доктору Томоэ присоединилась Мимет. |            | |                  |                 |
| 112 | 23         | «Свет и тьма» «Shin no kyūseishu wa dare? Hikari to kage no kaosu» (ориг..: 真の救世主は誰?光と影のカオス)                                     | 5 ноября 1994    | 21 июня 1997    |
| Теперь чистые сердца собирает Мимет. В парке начались съёмки фильма-вестерна Сьюсаки Эдо. Мимет уронила пирожное, а партнёрши Сьюкаки намекали на неё, одна из них наступила на пирожное туфлями и сказали, что он ненавидит сладкое. Сьюсаки Эдо влюбляется в девушку Юни, но Мимет в его придачу закричала «Негодяи! Демон, Восстань!», открыла чемодан и появилась старушка-демон Вестерн. Вестерн устроила стрельбу на всю съёмочную группу. Послышался голос «Ты помешал съёмкам фильма, который должен развлекать публику. Ты бегаешь за ничем неповинными людьми с пистолетами?! Мы не позволим тебе нарушать закон, ты мне за это ответишь!», а это появились воины в матросках, из них, Сейлор Мун пыталась убить демона, но Вестерн поразил её, затем Вестерн подошла к Сьюсаки и сделала глубокий вдох: отняла у него кристалл чистого сердца и проглотила её. «Твердь Разверзнись!», «Глубокая волна!» - это появились Уранус и Нептун. Тогда Вестерн схватила малышку, а Мимет заявила: «Не трогаться с места, пока мы не исчезнем. Если вы пошевелитесь, с этими девчонками произойдёт нечто ужасное?». Раздался голос «Ни с места!», а это появляется Плутон. Сейлор Мун применила силу Святого Грааля и уничтожила демона, а Мимет убежала. Хотару вылечила малышке рану на ноге, а вечером малышка провела Хотару до дома. |            | |                  |                 |
| 113 | 24         | «Секрет Хотару Томо» «Yōki tadayō ie! Bishōjo Hotaru no himitsu» (ориг..: 妖気漂う家!美少女ほたるの秘密)                                       | 12 ноября 1994   | 22 июня 1997    |
| Малышка и Усаги идут в гости к Хотару. Малышка несёт подарок для Хотару - мангу. Они были очень удивлены, когда им открыла дверь. . . Каоринайт! Но Усаги вспомнила, что Каоринайт мертва, а вместе с ней пришёл и отец Хотару, который представил Каоринайт ассистенткой Каори. Малышка и Усаги заметили, что Каори и Хотару не ладят между собой. Хотару предложила им перебраться в свою комнату. Когда они там оказались, Усаги случайно уронила свою брошь, а Хотару подняла её, при этом, она почувствовала энергию, а Усаги спохватилась и взяла свою брошь. Малышка вручила Хотару мангу, из неё вдруг выпал листок, где было написано, что известный писатель будет раздавать автографы в книжном магазине. Подруги решили пойти туда. А Мимет выбрала новую жертву - того самого писателя. Мимет открыла чемодан и демон Ухеншухер, украл чистое сердце у него. Появилась Сейлор Мун, но демон накрыл её листом Манги. Сначала, Плутон одолела демона, а Уран и Нептун спасли Усаги, и начали участвовать в битве с демоном, но её остановила Венера, появляются Марс, Юпитер, Меркурий и Такседо Маск. Сейлор Мун с помощью святого Грааля уничтожила демона, при том и убежала ведьма Мимет. |            | |                  |                 |
| 114 | 25         | «Звёздный час Мимет» «Aidoru daisuki! Nayameru Mimetto» (ориг..: アイドル大好き!悩めるミメット)                                                | 19 ноября 1994   | 28 июня 1997    |
| Минако и Мимет одновременно участвуют в конкурсе красоты. Ради победы Мимет готова на все. Но, не набрав несколько голосов для победы, она вновь возвращается к злым делам. |            | |                  |                 |
| 115 | 26         | «Под покровом тьмы» «Chinmoku no kage!? Awaki Hotaru hi no yurameki» (ориг..: 沈黙の影!?あわき蛍火のゆらめき)                                  | 26 ноября 1994   | 29 июня 1997    |
| Мимет нападает на актёра из сериала. В серии рассказывается о прошлом Хотару без друзей и причины этого. Демон, собирающийся напасть на Хотару, был остановлен ею и вскоре уничтожен Сейлор Мун. |            | |                  |                 |
| 116 | 27         | «После бури» «Arashi nochi hare! Hotaru ni sasageru yūjō» (ориг..: 嵐のち晴れ!ほたるに捧げる友情)                                              | 3 декабря 1994   | 5 июля 1997     |
| Человек, выращивающий розы, приглашает воинов полюбоваться на цветы. Мимет пробивает стекло, вызывает полный хаос и атакует его. В конце серии, когда демон был побежден, садовник и Хотару устанавливают новое окно. |            | |                  |                 |
| 117 | 28         | «Овация для героя» «Yori takaku yori tsuyoku! Usagi no ōen» (ориг..: より高くより強く!うさぎの応援)                                            | 10 декабря 1994  | 6 июля 1997     |
| Хотару мечтает передать письмо Шуну, известному атлету. На него нападают, когда девочка передавала ему письмо. После битвы Хотару говорит, что из-за своей слабости не может заниматься спортом, и Шун благодарит её за встречу. |            | |                  |                 |
| 118 | 29         | «Параллельное измерение» «Makū no tatakai! Sērā Senshi no kake» (ориг..: 魔空の戦い!セーラー戦死の賭け)                                        | 17 декабря 1994  | 12 июля 1997    |
| Мимет переполнила контейнер доктора Томоэ, так, чтобы Хотару и Малышка в доме застряли в параллельном измерении, и это разозлило доктора Томоэ на пороге домой, а Малышка и Хотару в параллельном измерении вызвали воинов в матросках на помощь, а испугавшись большущего льва, выходят из комнаты и попадают в иллюзию параллельного пространства. Воины в матросках телепортируются и переправились через параллельное измерение дома Томоэ, а там они находят Малышку и Хотару, провалившуюся в пропасть (овраг), которая их достаёт Венера, скованной одной цепью любви. Доктор Томоэ отправился к чаю. Воины в Матросках, малышка и Хотару вышли к выходу дома Томоэ, открыв выход, они обнаружили логово врага, где живёт демон-мошенница Икасаман - этот враг управляет измерением и просит воинам поиграть. Они согласились. Первая - Юпитер угадала 16 красную во вращающиеся колесе, но 16 перевернулась на 7 и проиграла: оказалась в колоде карт. Марс играла в пирамидку, но тоже проиграла. Ами играет в шахматы, чтобы выиграть, но, когда в поле под её шахмате заиграла красная, взорвалась бомба, и проиграла. Сейлор Мун и Венера играют в гонки «Формулы 1», но их машины поехали назад и им не везёт, опять враг жульничает: «Боюсь, ничем не могу вам помочь. Ведь машины не всегда едут вперёд». Малышка и Хотару и играет в колоду карты «чёрную вдову». Малышка искала Джокер, Хотару - туз червей, и все выиграли, но демон не обещает их освободить. Малышка, превратившись в воина, освобождает Сейлор Мун, и она уничтожила демона, а Хотару потеряла сознание. Теперь параллельное измерение полностью исчезло. |            | |                  |                 |
| 119 | 30         | «У каждой звезды свой рок» «Chinmoku no Meshia kakusei? Unmei no hoshiboshi» (ориг..: 沈黙のメシアの覚せい?運命の星々)                         | 24 декабря 1994  | 13 июля 1997    |
| Сецуна Мейо показывает Усаги и их подружкам в гранитном шаре видение конца мира и владыку, которые видела Рей во сне. В зале ужас, крик из-за какого-то розового облачка дыма, и появляется демон, мечтающая стать звездой, и которая делает звёзды на крышах. Хотару теряет дыхание, но с ней начинается пробуждение Сейлор Сатурна - воина разрушения, шестого после Юпитера. Хотя малышка и не превратилась в воина, Сейлор Мун уничтожила демона, но не зная этого, Уран, Нептун, Плутон чуть не убили Хотару по ошибке: малышка её защитила, но Хотару перенаправилась в спальню у себя дома, где её отец и Каоринайт за неё волновались. |            | |                  |                 |
| 120 | 31         | «Загадка школы Мюген» «Ijigen kara no shinryaku! Mugen Gakuen no nazo» (ориг..: 異次元からの侵略!無限学園の謎)                                 | 7 января 1995    | 19 июля 1997    |
| Хотару пропала. Иннеры и аутеры ищут её. Они все оказываются в школе Мюген, школе профессора Томо. Там Харука и Мичиру узнаю, что в лаборатории школы был взрыв и выжили лишь Соичи Томо и его дочь Хотару. Мимет решает убить Воинов: она использует изобретение Юджил, способное многократно увеличить силу ведьмы. Но она не рассчитала, что у этого прибора есть одно слабое место - если прибор отключить тогда, когда там находится человек, то этот человек исчезает. Этим воспользовалась новая ведьма и уничтожила Мимет. |            | |                  |                 |
| 121 | 32         | «Растение-чудовище» «Kokoro wo ubau yōka! Daisan no majō Teruru» (ориг..: 心を奪う妖花!第三の魔女テルル)                                       | 14 января 1995   | 20 июля 1997    |
| Теперь чистые сердца собирает ведьма Телулу, уничтожившая соратницу Мимет. Телулу создаёт для этого растение-чудовище, но Супер Сейлор Мун, Сейлор Малышка и Такседо Маск уничтожили его и Ведьму Телулу Воинам в Матроскам достался официальный пропуск школы Мюген. |            | |                  |                 |
| 122 | 33         | «Главное — верить в любовь» «Ai wo shinjite! Ami, kokoro yasashiki Senshi» (ориг..: 愛を信じて!亜美心優しき戦士)                               | 21 января 1995   | 26 июля 1997    |
| Зимой Ами отправилась на следующее занятие школы Мюген, а её подруги отправились туда же провести расследование. Ами, Харука и Мичиру нашли логово апостола смерти и вошли в него, но ведьма опередила их. Ами превратилась в Сейлор Меркурий. Появились воины в матросках и Сейлор Мун. Харука и Мичиру превратились в Сейлор Уран и Сейлор Нептун и одолели Демона, а Супер Сейлор Мун уничтожила ведьму. Владыка тьмы исчезла в параллельном измерении. |            | |                  |                 |
| 123 | 34         | «Пробуждение Мессии» «Hametsu no kage! Chinmoku no Meshia no mezame» (ориг..: 破滅の影!沈黙のメシアの目覚め)                                   | 28 января 1995   | 27 июля 1997    |
| После того, как Усаги и Малышка приняли ванну, Луна и Артемис приходят к ней и отправляются в школу Мюген, куда направляются их студенты. Ведьма загнала Усаги и её подруг на крышу здания. Малышке снится страшный, ужасный, кошмарный сон, о том, как захвачена Хотару, но она отправилась к неё на помощь. Воины в матросках раскрыли себя перед последними ведьмами-близнецами Сайприн и Питероу. Малышка превратилась в воина в матросках, несмотря на Каоринайт, которая хочет от неё чистое сердце, но сначала её останавливает Такседо Маск. Тогда Каоринайт разбила стёкла, а Плутон пытается её остановить и защитить малышку, но Каоринайт взяла её. Воины в матросках, кроме Сейлор Мун, которая не опробовала жезл, даже Святым граалем, пытаются уничтожить близнецов, но поражаются от них. Тогда Воины в матросках опробовали первоначальные силы, Сейлор Мун - лунной диадемой, таким образом, что у жезлов близнецов увеличивается их мощь. Как в тумане, они убивают друг другу, и воины в матросках переходят в параллельное измерение в логово апостола смерти, там где были Уран и Нептун, и Малышка - жертва апостола смерти под барьером. Владыка тьмы взяла кристалл чистого сердце у малышки, и проглотила её. Пробудилась Мессия Тьмы. В Хотару вселилась в могущественный враг, и ещё до того, как она пробудилась. Она убила Каоринайт и взорвала Мюген. Усаги отдала Малышку Мамору, ради жизни. |            | |                  |                 |
| 124 | 35         | «Наступление тьмы» «Semari kuru yami no kyōfu! Kusen no Hassenshi» (ориг..: 迫り来る闇の恐怖!苦戦の8戦士)                                      | 4 февраля 1995   | 2 августа 1997  |
| Воины в матросках обнаружили, что полуразрушенное здание Мюгена охвачена демонами. Сейлор Мун без Святого Грааля и воины не могут уничтожить их силами, а демоны захватили вертолёт и взорвался, но к счастью, не погибли Уран, Нептун и Плутон. Сейлор Мун оказалась в логове врага, а Воины в матросках пытаются остановить демонов барьерами. Уран и Нептун увидели, как из Доктора Томоэ выселился Герматоид, оставив его без сознания, и Уран уничтожил его, а его искусственные враги захватили их, но Нептун стёрла их всех зеркальным отражением, а Уран поломал его кокон мечом, и все они погибли. |            | |                  |                 |
| 125 | 36         | «Пришествие Мессии» «Kagayaku ryūsei! Satān soshite kyūseishu» (ориг..: 輝く流星!サターンそして救世主)                                         | 11 февраля 1995  | 3 августа 1997  |
| Мистресс заманивает Урана и Нептуна в ловушку и, прося святой грааль, теряет дыхание. Вместо того, чтобы превратиться в Супер Воина и победить её, Сейлор Мун отдаёт Святой Грааль Мистресс. Но она погрузила Святой Грааль в купол, и он расколол его. Сейлор Мун теряет Волшебный Лунный жезл, не остановив тьму. Фараон Найнетти пробудилась и разрушила Мюген окончательно. Уран и Нептун выбрались из ловушки. Сила Сейлор Сатурна уничтожила Владыку тьмы Мистресс, позже Сейлор Сатурн своим духом вернула кристалл чистого сердца Малышке, затем приходит к Сейлор Мун и решила уничтожить Фараона Найнетти. Сейлор Мун без Святого Грааля превратилась в Мессию, она останавливает тьму, уничтожая Фараона Найнетти, и возрождает Хотару Томо. |            | |                  |                 |
| 126 | 37         | «Начало новой жизни» «Atarashiki seimei! Unmei no hoshiboshi betsuri no toki» (ориг..: 新しき生命!運命の星々別離の時)                          | 18 февраля 1995  | 9 августа 1997  |
| Хотару возродилась и теперь она живёт в новой жизни. Об этом узнала Малышка. Тогда Соичи Томоэ оказался в больнице с амнезией. Ами со своими подругами провели расследование: параллельное измерение полностью исчезла, от школы Мюген ничего не осталось. Мичиру играла на скрипке, а Харука с ней жестоко обращаются с Усаги, а её подружки настроены против них. Усаги имеет дело с Ураном и Нептуном, и просит им стать друзьями. «Дружбу надо заслужить» - заявила Харука, а Мичиру - «Иначе мы останемся врагами навечно, Усаги». Вот и появилась героиня - Сейлор Мун, а Такседо Маск заявил «Они не смогут понять друг друга, пока не померятся силами», и Уран померялась силами против принцессы Сейлор Мун, рукопашной и Карате. Как только Сейлор Мун применила силу без Святого Грааля, Уран и Нептун поняли, что она была Мессией, которая спасла мир от разрушений. Их миссия была завершена. После этого, Харука и Мичиру уехали из города. |            | |                  |                 |
| 127 | 38         | «Секрет могущества» «Senshi no jikaku! Tsuyosa wa jun na kokoro no naka ni» (ориг..: 戦士の自覚!強さは純な心の中に)                            | 25 февраля 1995  | 10 августа 1997 |
| Последний демон появляется из каменной кладки Академии Мюген и начинает похищать чистые сердца. Чибиуса уезжает в будущее, и возвращается как раз вовремя, чтобы помочь уничтожить демона. |            | |                  |                 |